# Regulacja rzeki

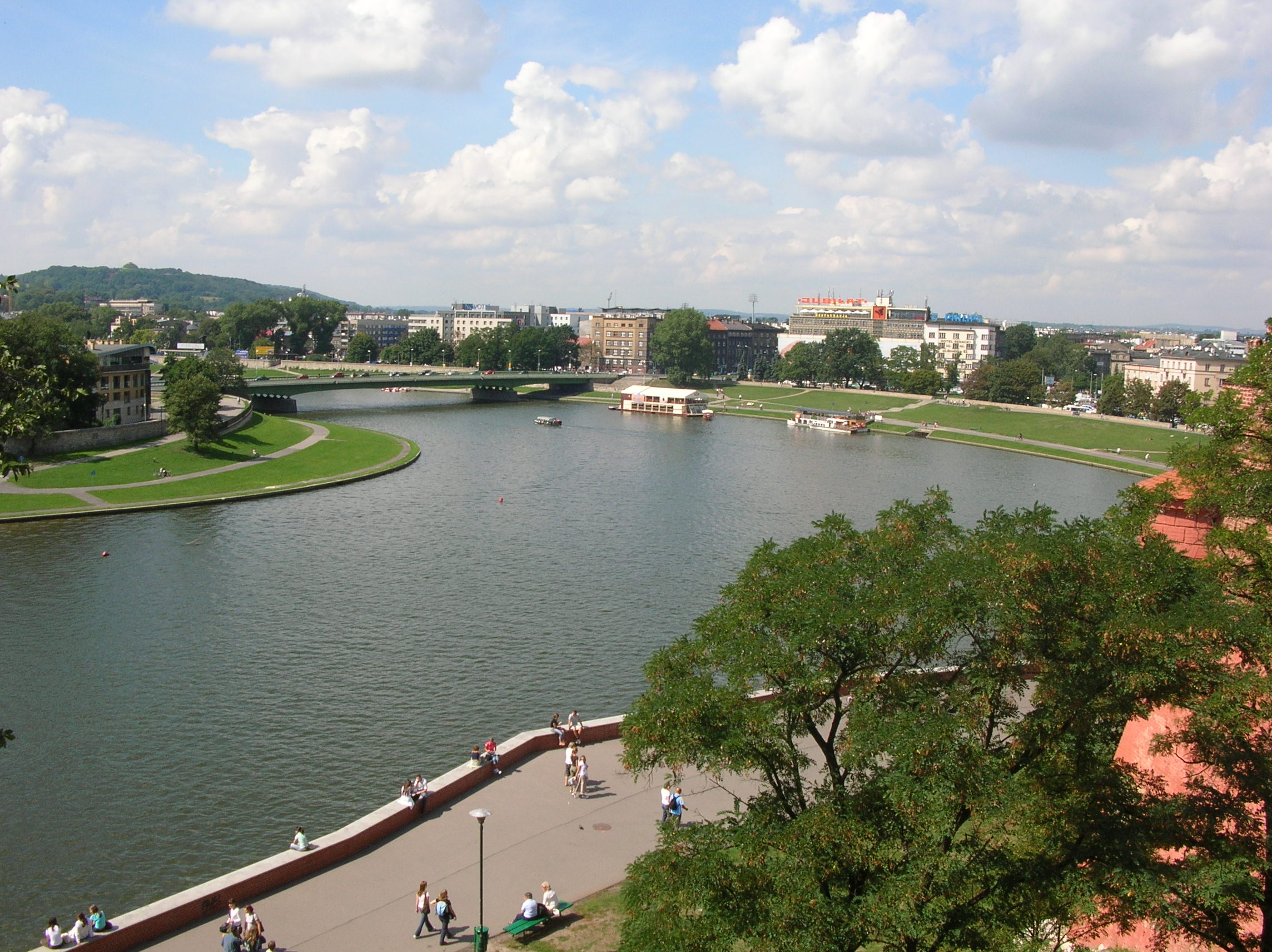
Uregulowane koryto Wisły w Krakowie – Bulwary Wiślane widziane z Wawelu.

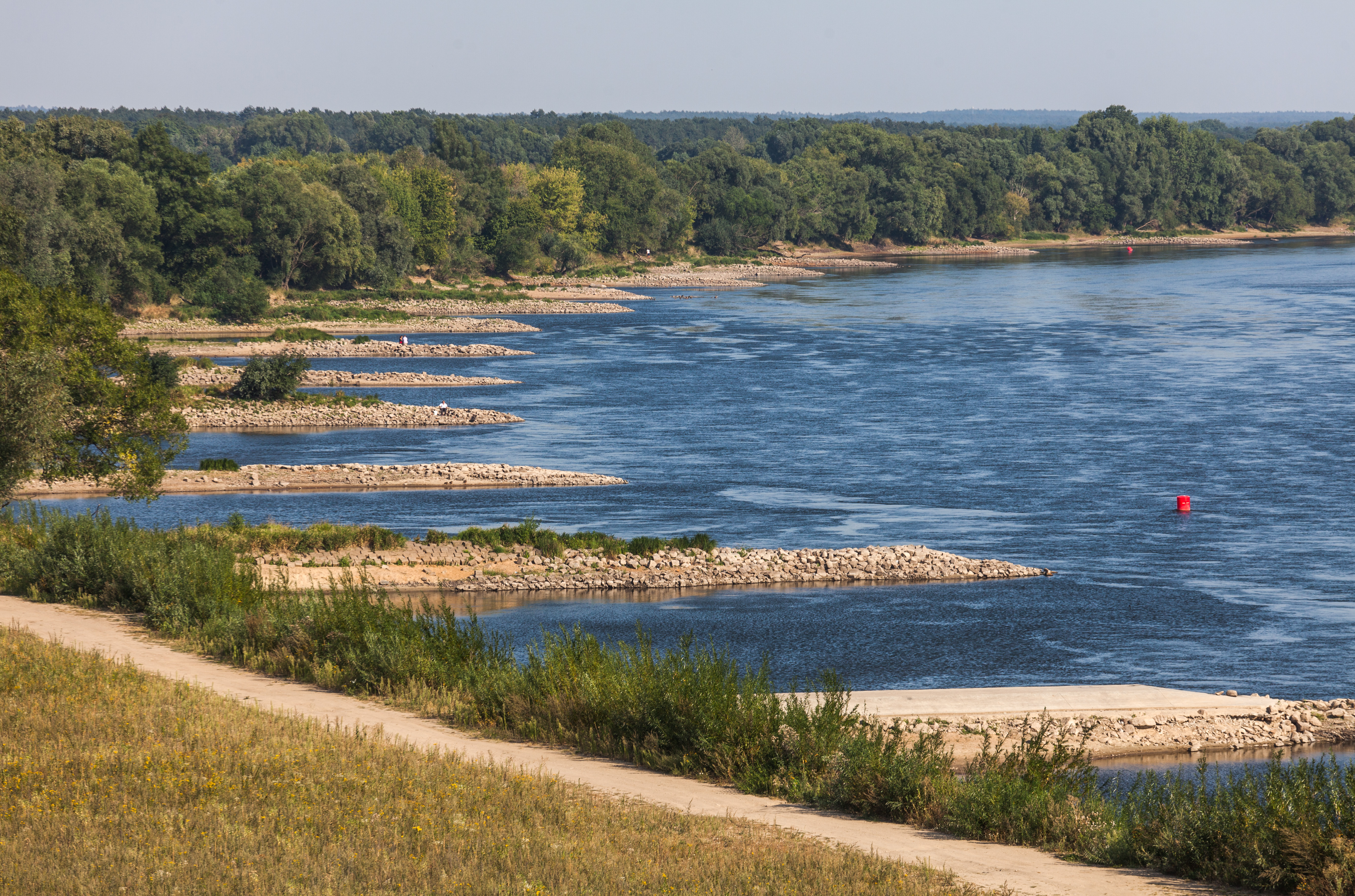
Ostrogi na Wiśle w Toruniu.

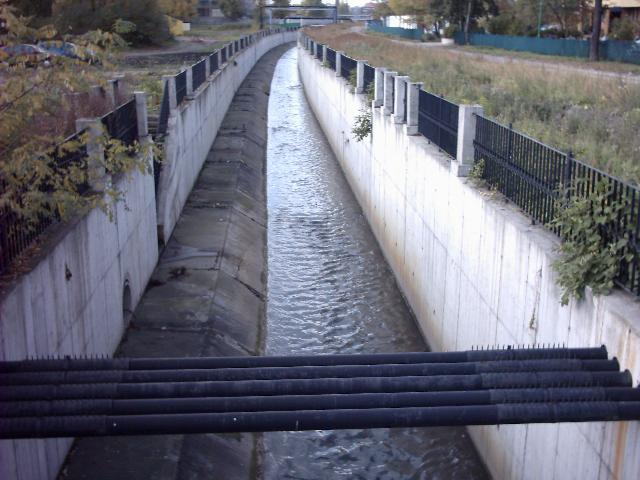
Uregulowane koryto otwartego kanału ściekowego Rawa w Katowicach

Regulacja rzeki – przekształcenie naturalnego koryta rzecznego przez zmianę jego kształtu, długości, głębokości, spadku podłużnego oraz materiału z którego jest utworzone, w celu umożliwienia żeglugi, osuszenia terenu, ochrony przeciwpowodziowej. Prowadzi zwykle do przyspieszenia odpływu wody, zwiększenia ryzyka powodziowego, erozji wgłębnej koryta i osuszenia doliny oraz degradacji środowiska przyrodniczego.

## Rodzaje regulacji rzek
- Pogłębianie koryta mechanicznie lub ostrogami brzegowymi – ma na celu zwiększenie przepustowości koryta i umożliwienie odprowadzenia większej ilości wody w korycie[9], a także umożliwienie żeglowności większym jednostkom pływającym. Skutkuje obniżeniem poziomu wód podziemnych w dolinie rzeki[10] i zniszczeniem siedlisk organizmów żywych w rzece[11].
- Prostowanie koryta – ma na celu skrócenie długości rzeki i likwidację meandrów co umożliwia szybsze odprowadzanie wód wezbraniowych i umożliwia pływanie większym jednostkom pływającym (np. barkom)[9]. Skutkuje wzrostem fali wezbraniowej i zagrożenia powodziowego poniżej uregulowanego odcinka rzeki[2][3], erozją wgłębną[5] (pogłębieniem) koryta i zniszczeniem ekosystemu rzeki i jej doliny.
- Umacnianie brzegów okładzinami z faszyny, betonowymi lub kamiennymi zwane opaskami lub brzegosłonami – ma na celu zapobieganie erozji bocznej koryta, stabilizację brzegów, ochronę np. budynków znajdujących się w dolinie rzeki[9]. Skutkuje zanikiem podcięć brzegowych, odsypisk[11].
- Obwałowanie – ma na celu ochronę przeciwpowodziową doliny rzeki i umożliwienie zabudowy lub innego użytkowania gospodarczego doliny, będącej miejscem naturalnych wylewów rzeki[9]. Skutkuje zmniejszeniem możliwości retencyjnych doliny, zwiększeniem zagrożenia powodziowego poniżej i powyżej obwałowanego odcinka rzeki oraz zwiększonym niebezpieczeństwem w razie przerwania wału podczas powodzi[12], a także zmniejszeniem powierzchni obszarów podmokłych, odcięciem starorzeczy od dostawy wody, osuszeniem lasów łęgowych i zanikiem siedlisk[11].
- Prace utrzymaniowe polegające na odmulaniu, koszeniu, hakowaniu roślinności rzecznej, wycince drzew, likwidacji rumoszu drzewnego[9] – mają na celu przyspieszenie odpływu wody oraz niedopuszczenie do samoczynnej renaturyzacji rzeki. Skutkują niszczeniem siedlisk zarówno w rzece, jak i w jej dolinie[11].
- Budowa zapór, progów, jazów, stopni i in. budowli piętrzących – ma na celu regulację przepływów, produkcję energii elektrycznej, magazynowanie wody na cele komunalne lub przemysłowe, umożliwienie rekreacji, ochronę przeciwpowodziową, umożliwienie żeglugi. Niektóre z tych celów da się realizować łącznie w zbiornikach wielofunkcyjnych, niektóre z nich są jednak nie do pogodzenia - np. produkcja energii wymaga dużej ilości wody w zbiorniku, ochrona przeciwpowodziowa - jak najmniejszej. Ma rozliczne negatywne skutki, przede wszystkim powoduje fragmentację rzek[13] i wymieranie ryb migrujących[14][15], przekształcenie ekosystemów rzecznych w ekosystemy zbiorników wodnych[16], zatrzymanie transportu osadów w rzece i erozję wgłębną poniżej zapory[5], akumulację zanieczyszczeń[17][18], wzrost temperatury[19] i spadek natlenienia wody.

Najczęściej przeprowadza się od razu cały szereg działań dążących do tego, by rzeka miała uregulowany nurt o względnie stałej prędkości, zakręty o łukach pozwalających na swobodne przemieszczanie się barek, jednolity przekrój poprzeczny. Działania te bardzo rzadko poprzedza rzetelna analiza ekonomiczna, hydrologiczna i ocena oddziaływania na środowisko.